# 證書
證書（英語：Certificate）是一类由官方机构（如政府）或其他具有权威性的机构所出具的书面凭证，用于验明某类事物的真实性。在申请某样事物的过程中（如应聘工作），尤其是在官方机构中，证书对于证明培训和经验至关重要。證書通常应接收人的要求出具，并由机构内具有足够权威的个人或集体出具，以证明该文件确凿无误。如果證書中存在任何违规或虚假信息，可能会受到法律的惩罚。

## 种类
常见的证书类型包括但不限于：荣誉证书、资格证书、会员证书、入股证书、身份证、结婚证、暂住证、军人证、驾驶证、行车证、通行证、上岗证、出生证、学生证、转学证、休学证、毕业证、结业证、记者证、采访证等等。
- 畢業證書泛指大專院校以下使用的學歷證明文件。
  - 專業文憑
- 學位證書是指大專院校以上使用的學歷證明文件。
  - 榮譽文憑
- 結婚證
- 假證書
- 合格證書，專業認證的一環。